# Amplicephalus discalis
Amplicephalus discalis är en insektsart som beskrevs av Van Duzee 1933. Amplicephalus discalis ingår i släktet Amplicephalus och familjen dvärgstritar. Inga underarter finns listade i Catalogue of Life.